# Dan Majerle
Daniel Lewis Majerle (à prononcer "Marli"), né le 9 septembre 1965 à Traverse City au Michigan (États-Unis), est un joueur et entraîneur américain de basket-ball.
Il joue quatorze années en NBA, principalement aux Suns de Phoenix mais aussi au Heat de Miami et aux Cavaliers de Cleveland. Durant sa carrière, il participe trois fois au All-Star Game. Il est également membre de l'équipe américaine qui remporte les championnats du monde en 1994 et gagne la médaille de bronze aux Jeux olympiques de Séoul en 1988 avec la dernière sélection comprenant exclusivement des joueurs universitaires américains.
Son surnom de « Thunder Dan » ou « Dan the Man », est lié aux dunks tonitruants qu'il réalise au début de sa carrière mais avec l'âge son style de jeu se changea en celui de tireur extérieur et de spécialiste de la défense. Durant les années 1990 il est ainsi la principale arme des Suns pour les tirs à trois points et à chaque fois qu'il marque un panier primé à domicile, un coup de tonnerre est joué par la sono de la salle.
Son maillot le no 9 a été retiré par les Suns de Phoenix.

## Carrière universitaire

### Chippewas de Central Michigan

#### 1984-1985
Dan Majerle débute avec les Chippewas de Central Michigan en 1984, qui finiront derniers de la Mid-American Conference, avec 4 victoires et 14 défaites. Majerle termine la saison avec 18,6 points par match, 6,7 rebonds, 2 passes décisives, 1,1 interception.

#### 1985-1986
Au terme de la saison, les Chippewas sont 7e de leur conférence avec 7 victoires et 11 défaites. Majerle joue les 27 matchs de la saison régulière, tous en tant que titulaire. Il est le joueur de son équipe qui apparaît le plus souvent sur le parquet avec 37,1 minutes de jeu par match ; le meilleur marqueur de son équipe (21,4), le meilleur rebondeur (7,9), le meilleur intercepteur (1,9) et le deuxième meilleur contreur (0,8).
Dan Majerle est sélectionné dans l'équipe première de la All-Mid-American Conference.

#### 1986-1987
Les Chippewas terminent premier de leur conférence en 1987 en ne perdant que 2 matchs face aux équipes de la Mid-American Conference et 5 face aux équipes des autres conférences. Dan Majerle joue 23 matchs dont 22 comme titulaire. Il est le meilleur marqueur de son équipe (21,1), meilleur rebondeur (8,5), meilleur intercepteur (2,1), meilleur contreur (1,5), troisième passeur (2,3). Les Chippewas remportent le tournoi de la Mid-American Conference en éliminant les Eagles d'Eastern Michigan et les Golden Flashes de Kent State. Ils sont éliminés au premier tour du tournoi NCAA par les Bruins de l'UCLA d'un certain Reggie Miller. Lors de ce match, Dan Majerle réalise un double-double : 17 points, 13 rebonds, 1 passe décisive.
Dan Majerle est sélectionné dans l'équipe première de la All-Mid-American Conference, dans la MAC All-Tournament Team et est élu MVP du tournoi de la MAC.

#### 1987-1988
En 1988, les Chippewas réitèrent leur saison précédente en terminant en première place de la Mid-American Conference avec 22 victoires et 8 défaites (14-2 dans leur conférence). Dan Majerle est de nouveau le leader de son équipe aux points par match (23,4), rebonds (10,8), contres (0,8), interceptions (1,6). Il joue 37,3 minutes par match. Lors de cette saison, Majerle tente beaucoup plus souvent sa chance à trois points puisqu'il passe de 2 sur 8 lors de la saison 1986-1987 à 43 sur 96. Les Chippewas ne parviennent cependant pas à se qualifier pour le tournoi NCAA en perdant face aux Bobcats de l'Ohio au deuxième tour du tournoi de la Mid-American Conference. Durant cette saison, Dan Majerle joue avec son frère, Jeff.
Dan Majerle est sélectionné dans l'équipe première de la All-Mid-American Conference et dans la MAC All-Tournament Team.
En septembre 1988, Dan Majerle participe aux Jeux olympiques de Séoul avec l'équipe américaine (aux côtés, entre autres, de Mitch Richmond, Danny Manning et David Robinson). Il joue 8 matchs qu'il termine tous à plus de 10 points marqués. Majerle obtient ses meilleures statistiques face à la Chine lors de la phase de groupes avec 20 points, 9 rebonds, 1 passe décisive, 2 interceptions. Les États-Unis perdent en demi-finale contre l'URSS et remportent la médaille de bronze face à l'Australie.
Lors de la Draft de la NBA qui se déroule le 28 juin 1988, Dan Majerle est sélectionné en 14e position du premier tour par les Suns de Phoenix. Le choix de Majerle se fait sous les huées du public. Cotton Fitzsimmons, entraîneur des Suns, dit alors : "Nous ne pouvons pas être plus heureux et je pense que vous serez désolés d'avoir un jour hué ce jeune homme".
En 1998, il entre au Hall of fame de la Central Michigan University.
En 2006, il est introduit au Michigan Sports Hall of Fame.

## Carrière NBA

### Suns de Phoenix
Les Suns sortent d'une saison 1987-1988 à 28 victoires pour 54 défaites. 4e de la division pacifique et 9e de la conférence ouest, l'équipe ne se qualifie pas pour les playoffs pour la troisième année consécutive. Phoenix s'apprête à entamer la nouvelle saison avec sept nouveaux joueurs dont quatre néo-professionnels. Le 25 février 1988, Cotton Fitzsimmons s'est séparé de Larry Nance alors meilleur marqueur, meilleur rebondeur et meilleur contreur de l'équipe en échange, notamment, du meneur Kevin Johnson, fraîchement drafté par les Cavaliers et 7e choix du premier tour de la draft 1987. C'est avec cet échange que Phoenix acquiert le premier tour de draft des Cavaliers qui sera Dan Majerle. Les Suns ont alors l'équipe la plus jeune de la NBA avec une moyenne d'âge de moins de 26 ans.

#### 1988-1989
La saison s'avère victorieuse avec un gain de 27 victoires par rapport à l'année précédente (55-27) et une 3e place dans la conférence ouest synonyme de playoffs. Phoenix termine 2e de sa division derrière les Lakers (futurs vainqueurs).
Dan Majerle, alors doublure de Jeff Hornacek, apparaît dans 54 matchs (dont 5 comme titulaire). Avec 25,1 minutes de jeu en moyenne, il marque 8,6 points, prend 3,9 rebonds, délivre 2,4 passes décisives et intercepte 1,2 ballon.
Il réalise deux double-doubles les 6 et 9 décembre 1988 face aux Bullets de Washington (12 points, 11 rebonds) et aux Warriors de Golden State (19 points, 10 rebonds). Il parvient à passer à deux reprises la barre des 20 points les 23 et 31 mars 1989 face aux Warriors de Golden State (25 points, son record) et aux Bucks de Milwaukee (21 points).
Le parcours des Suns lors des playoffs est tout aussi réussi.
Les Nuggets sont balayés au premier tour, 3-0. Majerle sort du banc lors des trois matchs : 24,3 minutes jouées, 10,7 points, 4,3 rebonds, 1 interception, 1 passe décisive, 0,7 contre. Il marque 17 points et capte 7 rebonds lors du deuxième match.
En demi-finale de conférence, les Warriors, malgré la présence du rookie de l'année, Mitch Richmond, sont éliminés 4-1. Majerle sort cinq fois du banc mais gagne du temps de jeu. En 31,6 minutes en moyenne, il marque 17,4 points, prend 5,4 rebonds, délivre 1,2 passe et intercepte 0,8 ballon. Il termine le premier match à 22 points et 8 rebonds et le cinquième avec 24 points et 7 rebonds.
En finale de conférence, Phoenix affronte les Lakers. L'équipe de Los Angeles est tenante du titre et a obtenu, sous la férule de Pat Riley, 3 titres et a perdu 2 finales durant les 6 saisons précédentes. Phoenix est éliminé sans gagner un seul match. Majerle termine les quatre matchs à plus de 10 points. Durant l'ensemble des playoffs, il joue 12 matchs à 14 points de moyenne, 4,8 rebonds, 1,2 passe décisive, 1,1 interception, 0,3 contre.

#### 1989-1990
Les Suns terminent la saison avec un total de 54 victoires et 28 défaites. Devancés par les Lakers et les Blazers dans leur division, ils ne terminent que 5e de la conférence ouest. Dan Majerle joue 73 matchs dont 23 comme titulaire. A 30,7 minutes sur le parquet par match, il finit la saison régulière avec 11,1 points, 5,9 rebonds, 2,6 passe décisives, 1,4 interception et 0,4 contre. Il réalise 8 double-doubles, passe à dix reprises les 20 points et bat son record de points par match à deux reprises, toujours contre les Warriors de Golden State : 27 points le 3 novembre 1989 et 32 points (à 13 sur 20 au tir) le 16 avril 1990.
Comme l'année précédente, les Suns sont éliminés en finale de conférence.
Au premier tour, ils écartent 3-2 le Jazz de l'Utah. En sortant de nouveau cinq fois du banc, Dan Majerle joue 31,2 minutes pour 11,6 points, 4,8 rebonds, 2 passes décisives, 1,6 interception. Il termine le premier match de la série à 23 points, malgré la défaite de son équipe.
En demi-finale de conférence, Phoenix parvient à éliminer les Lakers, double tenants du titre, 4-1.
Ce sont les Trailblazers de Portland qui achèvent le parcours des Suns en finale de conférence, 4-2. Majerle marque 22 points et prend 6 rebonds lors du deuxième match  et réalise deux double-doubles lors du quatrième match (18 points, 10 rebonds) et sixième match qu'il termine avec 22 points, 10 rebonds, 5 passes décisives et 2 interceptions.
Durant l'ensemble des playoffs, Dan Majerle joue 24 matchs à 12,6 points de moyenne, 5,1 rebonds, 2,1 passes décisives, 1,3 interception, 0,1 contre.

#### 1990-1991
La troisième saison régulière de Dan Majerle aux Suns est dans la lignée des deux précédentes. Phoenix termine avec 55 victoires et 27 défaites, à la 3e place de la division pacifique, toujours derrière les Lakers et les Blazers et 4e de la conférence ouest. Majerle est titulaire à sept reprises sur 77 matchs joués. Il finit la saison régulière avec 13,6 points, 5,4 rebonds, 2,8 passe décisives, 1,4 interception et 0,5 contre, pour un temps de jeu un peu inférieur (29,6 minutes contre 30,7 la saison précédente). Il réalise deux double-doubles et passe quinze fois la barre des 20 points par match sans pour autant atteindre les 30 points.
Le parcours des Suns en playoffs s'arrête dès le premier tour face au Jazz de Karl Malone et John Stockton, 3-1. Durant la série, Majerle marque 10,5 points pour 3,8 rebonds, 1,8 passe décisive et 1,3 interception.
Au terme de la saison, il est sélectionné dans la deuxième all-defensive team aux côtés de Joe Dumars, Hakeem Olajuwon, Scottie Pippen et John Stockton.

#### 1991-1992
En 1992, les Suns enchaînent leur quatrième saison à plus de 50 victoires en terminant 5e de la conférence ouest et 3e de la division pacifique derrière les Trail Blazers de Portland et les Warriors de Golden State. Dan Majerle termine sa première saison complète en jouant 82 matchs dont 15 comme titulaire. Avec 34,8 minutes de jeu par match, ses statistiques sont en hausse : 17,3 points par match (troisième de son équipe), 5,9 rebonds (troisième de son équipe), 3,3 passes décisives (troisième), 1,6 interception (deuxième), 0,5 contre. Il réalise 5 double-doubles et passe à vingt-cinq reprises les 20 points marqués avec un pic de 37 points (et bat son record) face aux Hornets de Charlotte le 29 novembre 1991. Pour la première fois en carrière, il passe la barre des 100 trois points tentés en une saison : 87 trois points réussis sur 228 (38,2 % de réussite).
Le 9 février 1992, Majerle participe à son premier NBA All-Star Game alors qu'il n'est pas titulaire dans son équipe. En 12 minutes de jeu, il marque 4 points, prend 3 rebonds et délivre 2 passes décisives.
Au premier tour des playoffs, les Suns balayent les Spurs de San Antonio, 3-0. Il marque 25 points et prend 5 rebonds lors du premier match et ne joue pas le troisième et dernier de la série.
En demi-finale de conférence, les Suns chutent de nouveau face à Portland, 4-1. Malgré l'élimination des siens, Dan Majerle réalise une série de haut niveau avec 20,6 points de moyenne par match, 7,6 rebonds, 3,6 passes décisives et 1,4 interception, pour 40,1 minutes jouées, avec un double-double (21 points, 11 rebonds) lors du quatrième match, perdu 153-151 après deux prolongations.
Il termine deuxième des playoffs au pourcentage de lancers francs réussis avec 96,2 %.

#### 1992-1995
Malgré les bons résultats de l'équipe depuis 1989, de grands changements sont opérés au sein des Suns durant l'intersaison : une nouvelle salle, un nouveau maillot, un nouvel entraîneur (Paul Westphal), l'arrivée de Danny Ainge le 3 juillet 1992 et surtout l'échange, le 17 juin 1992, avec les Sixers de Philadelphie de Jeff Hornacek, Andrew Lang et Tim Perry contre Charles Barkley,. L'arrivée de l'ailier fort des Sixers, 6 fois all-star durant les six saisons précédentes, désormais médaillé d'or avec la Dream Team, va propulser les Suns en finale de la NBA.
Phoenix termine premier de la division pacifique, premier de la conférence ouest et premier de la NBA avec 62 victoires pour seulement 20 défaites.
Il s'agit de la première saison durant laquelle Dan Majerle est pleinement titulaire avec 82 matchs joués et débutés. Il termine la saison comme deuxième marqueur de son équipe, derrière Charles Barkley, avec 16,9 points par match. Il est le joueur le plus souvent sur le parquet avec 39 minutes de présence par match. Il prend également 4,7 rebonds, donne 3,8 passes décisives et parvient à intercepter 1,7 ballon. Il passe la barre des 20 points par match à 31 reprises pour 1 double-double.
Le 21 février 1993, Majerle participe à son deuxième NBA All-Star Game. En 26 minutes de jeu, il marque 18 points, prend 7 rebonds et délivre 3 passes décisives.
Au terme de la saison, Majerle est une deuxième fois sélectionné dans le deuxième cinq défensif aux côtés de Horace Grant, Larry Nance, David Robinson et John Starks.
Il termine premier au nombre de trois points réussis pendant la saison régulière, avec 167 sur 438 tentés, à égalité avec Reggie Miller.
Au premier tour des playoffs de la conférence ouest, les Suns éliminent les Lakers de Los Angeles 3-2. Majerle marque 19 points dans le match décisif. Il termine la série avec 10,8 points et 43,2 minutes de jeu en moyenne.
En demi-finale de conférence, c'est au tour des Spurs de San Antonio d'être éliminés par les Suns, sur le score de 4 à 2. Majerle passe à 44,8 minutes jouées par match pour 15,3 points, 4,2 rebonds, 2,8 passes décisives.
Les Suns affrontent et battent les Sonics de Seattle en finale de conférence, 4-3. Majerle marque 29 points et prend 10 rebonds lors du deuxième match, marque 34 points (à 8 sur 10 à trois points, record NBA en playoffs) lors du cinquième match remporté 120-114 par les Suns, emmenés par le triple-double de Charles Barkley (43 points, 15 rebonds, 10 passes décisives). Majerle termine la série avec 17,3 points, 6,7 rebonds, 4,9 passes décisives, 1,4 interception et 43,6 minutes par match.
Pour la deuxième fois de leur histoire, les Suns de Phoenix se qualifient pour la finale de la NBA où ils sont éliminés par les Bulls de Chicago 4-2. Lors du troisième match, gagné par les Suns 129-121 après trois prolongations, Dan Majerle marque 28 points avec un 6 sur 8 à trois points. À cette occasion, il bat le record du nombre de trois points marqués lors d'un match des finales. Il réalise un double-double (11 points, 12 rebonds) lors du cinquième match et marque 21 points lors de la défaite sur le fil, 99-98, et la victoire finale des Bulls. Majerle finit la série avec 46,8 minutes jouées par match, 17,2 points, 8,2 rebonds, 3,7 passes décisives, 1,3 interception, 2,2 contres.
Avec 54 paniers à trois points marqués sur 137 tentés lors des playoffs, Dan Majerle se classe en première place de la NBA. Il est 4e au nombre de rebonds défensifs (avec 111) et deuxième en minutes jouées par match (44,6).
En 1995, il présente la particularité d'avoir été désigné titulaire au sein de l'équipe de l'Ouest, pour le All-Star Game alors qu'il ne le sera que 46 fois sur 82 matchs en club.

## Entraîneur

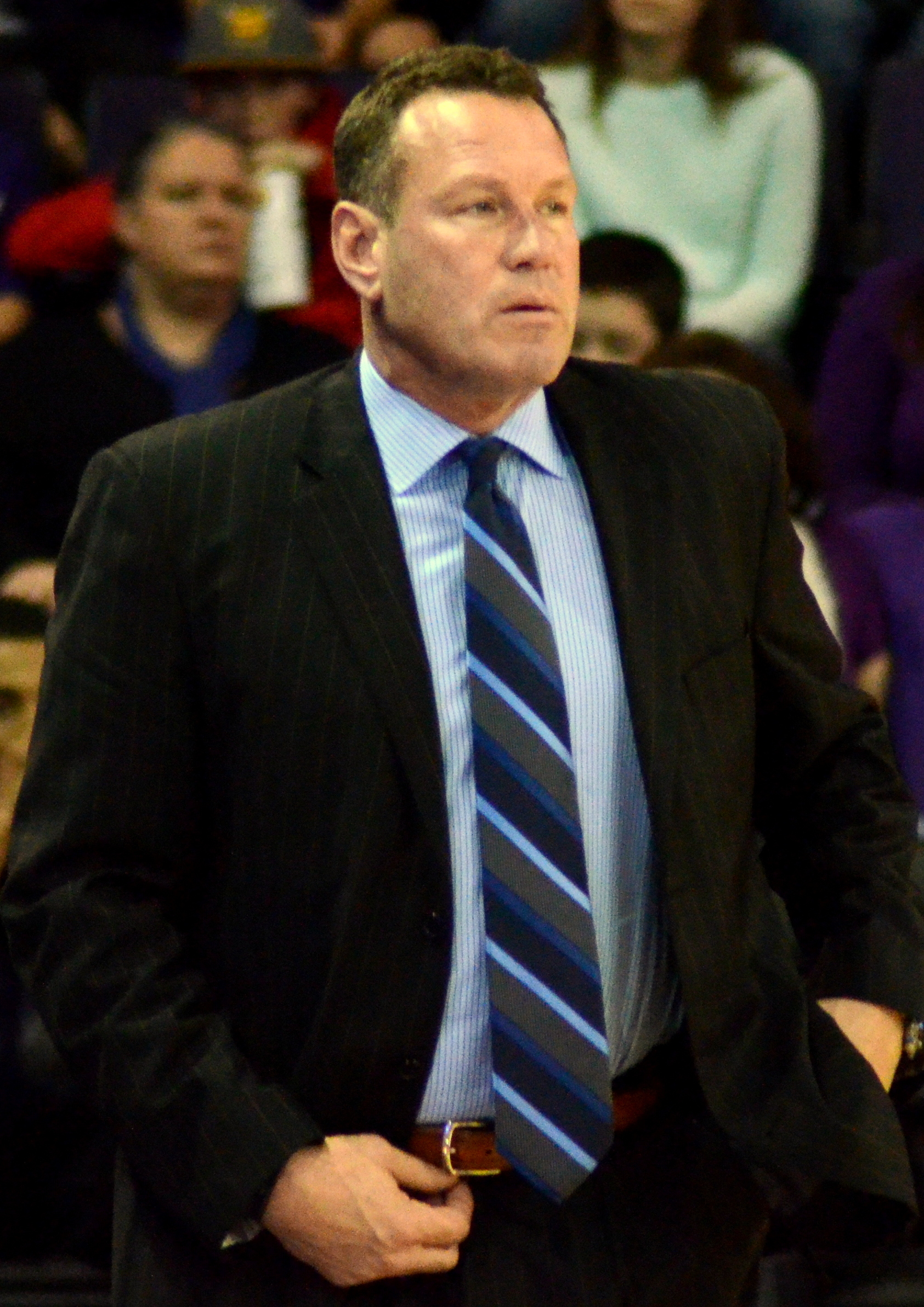
Dan Majerle en janvier 2015.

Il est entraîneur-adjoint des Suns de Phoenix de 2008 à 2013. En janvier 2013, l'entraîneur Alvin Gentry est démis de ses fonctions et Lindsey Hunter le remplace. Majerle qui espérait remplacer Gentry démissionne de son poste et en mars, il annonce qu'il sera entraîneur de l'équipe NCAA des Antelopes de Grand Canyon (l'équipe intégrera la première division NCAA et la Western Athletic Conference) le 1er juillet 2013.

## Palmarès

### En sélection nationale
- Médaille d'or au championnat du monde 1994.
- Médaille de bronze aux Jeux olympiques d'été de 1988.

### En franchise
- Finales NBA contre les Bulls de Chicago en 1993 avec les Suns de Phoenix.
- Champion de la Conférence Ouest en 1993 avec les Suns de Phoenix.
- Champion de la Division Pacifique en 1993 et 1995 avec les Suns de Phoenix.
- Champion de la Division Atlantique en 1997, 1998, 1999 et 2000 avec le Heat de Miami.

### Distinctions personnelles
- 3 sélections au NBA All-Star Game en 1992, 1993 et 1995.
- NBA All-Defensive Second Team (2e équipe type des meilleurs défenseurs de la ligue) en 1991 et 1993.
- Joueur ayant réussi le plus de tirs à trois points sur une saison en 1993 (167) et en 1994 (192).
- Joueur ayant tenté le plus de tirs à trois points sur une saison en 1993 (438) et en 1994 (503).
- Son maillot, le n°9 a été retiré par les Suns de Phoenix.

## Records sur une rencontre en NBA
Les records personnels de Dan Majerle en NBA sont les suivants :
| Record de la franchise |

| Type de statistique        | Saison régulière | Saison régulière            | Saison régulière | Playoffs | Playoffs                  | Playoffs      |
| Type de statistique        | Record           | Adversaire                  | Date             | Record   | Adversaire                | Date          |
| -------------------------- | ---------------- | --------------------------- | ---------------- | -------- | ------------------------- | ------------- |
| Points                     | 37               | Hornets de Charlotte        | 29 novembre 1991 | 34       | SuperSonics de Seattle    | 1er juin 1993 |
| Paniers marqués            | 15               | Hornets de Charlotte        | 29 novembre 1991 | 12       | SuperSonics de Seattle    | 1er juin 1993 |
| Paniers tentés             | 27               | Lakers de Los Angeles       | 30 décembre 1994 | 24       | Trail Blazers de Portland | 11 mai 1992   |
| Paniers à 3 points réussis | 9                | @ Timberwolves du Minnesota | 11 janvier 2000  | 8        | SuperSonics de Seattle    | 1er juin 1993 |
| Paniers à 3 points tentés  | 14               | 2 fois                      | 2 fois           | 10       | 4 fois                    | 4 fois        |
| Lancers francs réussis     | 14               | @ Heat de Miami             | 12 décembre 1992 | 10       | @ Jazz de l'Utah          | 30 avril 1991 |
| Lancers francs tentés      | 15               | @ Heat de Miami             | 12 décembre 1992 | 12       | @ Jazz de l'Utah          | 27 avril 1990 |
| Rebonds offensifs          | 8                | Lakers de Los Angeles       | 30 décembre 1994 | 5        | 2 fois                    | 2 fois        |
| Rebonds défensifs          | 12               | Suns de Phoenix             | 28 mars 2000     | 11       | @ Bulls de Chicago        | 18 juin 1993  |
| Rebonds totaux             | 15               | Heat de Miami               | 6 novembre 1994  | 12       | 2 fois                    | 2 fois        |
| Passes décisives           | 13               | Nuggets de Denver           | 10 novembre 1990 | 9        | SuperSonics de Seattle    | 24 mai 1993   |
| Interceptions              | 6                | 4 fois                      | 4 fois           | 5        | Rockets de Houston        | 16 mai 1995   |
| Contres                    | 4                | Lakers de Los Angeles       | 3 février 1992   | 5        | Bulls de Chicago          | 11 juin 1993  |
| Balles perdues             | 7                | @ Celtics de Boston         | 30 janvier 1994  | 5        | @ Rockets de Houston      | 11 mai 1994   |
| Minutes jouées             | 58               | SuperSonics de Seattle      | 5 mars 1996      | 59       | @ Bulls de Chicago        | 13 juin 1993  |

## Pour approfondir
- Ressources relatives au sport :   - Basketball Reference (entraîneurs de la NBA)
  - Basketball Reference (joueurs de la NBA)
  - Basketball Reference (joueurs hors-NBA)
  - The Draft Review
  - Eurobasket (joueurs)
  - Eurobasket (entraîneurs)
  - FIBA
  - FIBA Archive
  - National Basketball Association
  - NCAA Statistics
  - Olympedia
  - Proballers
  - RealGM
  - SRCBB (entraîneurs)
  - SRCBB (joueurs)